# 悲しみのアニバァサリー
「悲しみのアニバァサリー」（かなしみのアニバァサリー）は、河合奈保子の32枚目のシングルである。1989年11月10日に日本コロムビアよりリリースされた。8cmCDの規格品番はCA-8277。

## 概要
アルバム『Calling you …呼びよせられて…』からの先行シングル。表題曲「悲しみのアニバァサリー」は、ピアノ・ソロから始まるドラマティックな楽曲。河合自身が主演を務めたミュージカル ″THE LOVER in ME ～恋人が幽霊″ のテーマソングであり、同ミュージカルのクライマックスで歌われた。制作当初は「あなたへ急ぐ」がA面候補だったが後に差し替えられた。「あなたへ急ぐ」のTV-CMはDVDの特典映像で確認出来る。

## 収録曲
1. 悲しみのアニバァサリー －Come again－
作詞: さがらよしあき / 作曲: 河合奈保子 / 編曲: 横倉裕 / コーラス・アレンジ: ミッキー吉野
2. あなたへ急ぐ －Reach out to you－
作詞: さがらよしあき / 作曲: 河合奈保子 / 編曲: 横倉裕 / ホーン・アレンジ: ジェリー・ヘイ / コーラス・アレンジ: ミッキー吉野

## 参考資料
- 『NAOKO PREMIUM』（解説:土屋信太郎）河合奈保子、日本コロムビア、2007年12月19日。COCP-34705。